# جيرهارد زيبراوسكي
جيرهارد زيبراوسكي (بالألمانية: Gerhard Zebrowski)‏ هو لاعب كرة قدم ألماني في مركز الهجوم، ولد في 25 أبريل 1940 في مدينة بريمن في ألمانيا، وتوفي بنفس المكان في 30 أبريل 2020. لعب مع فيردر بريمن.

## وصلات خارجية
- جيرهارد زيبراوسكي على موقع قاعدة بيانات كرة القدم.إي يو (الإنجليزية)
- جيرهارد زيبراوسكي على موقع بيانات كرة القدم. دي إي (الألمانية)
- جيرهارد زيبراوسكي على موقع عالم كرة القدم.نت (الإنجليزية)